# Минчо Табаков
Минчо Иванов Табаков е български икономист и политик от БКП.

## Биография
Роден е на 2 януари 1935 г. в старозагорското село Сладък кладенец. През 1956 г. става член на БКП. Преминава през длъжностите инструктор, завеждащ отдел и секретар на Окръжния комитет на ДКМС в Стара Загора. През 1964 г. е назначен за завеждащ сектор в Окръжния комитет на БКП в града. След това последователно е завеждащ отдел в комитета, както и председател на Окръжния съвет на Българските професионални съюзи. От 1973 до 1974 г. е инспектор в отдел „Организационен“ при ЦК на БКП. През 1974 г. е назначен за секретар на Окръжния комитет на БКП в Стара Загора, отговарящ за организационните въпроси. Впоследствие е секретар на Общинския комитет на БКП. През октомври 1979 г. е назначен за председател на Изпълнителния комитет на Окръжния народен съвет. От 2 април 1976 до 4 април 1981 г. е член на Централната контролно-ревизионна комисия при ЦК на БКП. От 4 април 1981 до 5 април 1986 г. е кандидат-член на ЦК на БКП.